# Florvåg
Florvåg est un village de Norvège lié à la kommune insulaire d'Askøy et situé dans le comté de Vestland.

## Histoire

### Moyen-Âge
Le village a été le théâtre de la bataille de Florvåg, qui eut lieu le 3 avril 1194. La flotte du roi Sverre de Norvège battit celle du prétendant au trône, Sigurd Magnusson, près de l'île Askøy. L'expérience des troupes de Sverre, les Birkebeiner, fut décisive et mit fin à l'ambition des Øyskjegger.

### XXe siècle
Florvåg fut utilisé comme port, par les troupes allemandes stationnées en Norvège, possédant des réservoirs de carburant. Au nord du village, dans le hameau de Bakarvågen, un arsenal de torpilles était présent pour alimenter les U-boot allemands, comme l'Unterseeboot 763.

## Géographie

### Situation et cadre physique
Florvåg est située sur la côte occidentale de la Norvège, dans la partie septentrionale du pays, sur l'île d'Askoy. Ses coordonnées géographiques sont 60° 25' 09" N, 5° 14' 16" E.
Trois îles sont à proximité, offrant un refuge naturel au port du village : Florvågøen, Lilleøen et Knetholmen. Florvågøen est relié à l'île d'Askoy par un pont, contrairement aux deux autres îles qui sont accessibles uniquement par bateau.
Deux lacs sont présents dans le village — Storavatnet et Nyavatnet — et un étang, Koparvatnet. Le premier cité est le plus grand, avec un longueur de 1,125 km et une profondeur maximale de 8,75 m ; l'eau s'évacue vers la mer par un ruisseau canalisé.
Pour la géologie, Florvåg — et par extension l'île — appartient à la chaîne des Fjords selon la classification de Peter Lennon. Le socle rocheux est issu de l'orogenèse de la chaîne calédonienne.

### Climat
La localité possède un climat océanique, considéré Cfb selon la classification de Köppen et Geiger. En prenant comme référence la station la plus proche, celle de Bergen, les températures en hiver sont modérés, passant que quelques jours dans l'année sous la barre des 0 °C ; l'été est frais, aux alentours des 15 °C en moyenne.

## Administration
Le district de Florvåg comprend les localités de Florvåg, Florvågøy et Bakarvågen.
La politique locale est gérée par le comté de Vestland.
| Poste                                               | Nom du titulaire         | Parti du titulaire                                             |
| --------------------------------------------------- | ------------------------ | -------------------------------------------------------------- |
| Fylkesordfører (Maire du comté)                     | Jon Askeland (no)        | Senterpartiet (SP - Parti du centre norvégien)                 |
| Fylkesvaraordførar (Adjointe au maire du comté)     | Natalia Golis (no)       | Miljøpartiet Dei Grøne (MDG - Parti de l'environnement)        |
| Présidente de la commission Transport et Mobilité   | Jannicke Bergesen Clarke | Arbeiderpartiet (Ap - Parti travailliste norvégien)            |
| Président de la commission Culture et Sport         | Stian Davies             | Arbeiderpartiet (Ap - Parti travailliste norvégien)            |
| Présidente de la commission Formation et Compétence | Karianne Torvanger       | Arbeiderpartiet (Ap - Parti travailliste norvégien)            |
| Président de la commission Industrie                | Tor André Ljosland (no)  | Kristelig Folkepartis Ungdom (KrFU - Parti Populaire Chrétien) |

## Économie
L'industrie maritime est le principal secteur d'emplois dans la commune. Le siège social de Framo AS (en), fournisseur de pompes immergées pour cargo-tanker, est installé depuis 2009 (définitivement en 2015).
Le tourisme, avec les chemins de randonnées et le port, est un levier économique en développement, avec le projet d'appartements et de pontons sur l'île de Florvågøen.
Pour le secteur tertiaire, deux magasins des chaînes d'épicerie Kiwi et Bunnpris sont installés dans le centre du village.
L'ancienne usine de peinture, Monopol, a entraîné la pollution de l'eau et du sol à proximité,.

## Voie de communication et transports
Depuis 1992, l'île d'Askøy est relié au continent par le pont d'Askøy, en continuant la route du comté 562, remplaçant le ferry utilisé jusque-là entre Bergen et Kleppestø.

## Culture
Les bâtiments de la Marine allemande furent utilisés comme écoles après la Seconde Guerre Mondiale. Des fresques étaient présentes dans les sous-sols, représentants des bateaux et des scènes de guerre.

## Tourisme

### Randonnée
Florvåg est situé dans la partie montagneuse de l'île d'Askøy, au sud. De nombreux chemins de randonnée sont présents pour découvrir l'île.

### Port
Le port de Florvåg comprend deux quais pour amarrer les bateaux. Il est géré par l'association Florvåg Båtforening.

## Éducation
Une école primaire est présente dans le village, avec 155 élèves répartis de la 1re à la 7e année, gérés par 24 employés. Elle possède également une garderie, avec un adulte SFO (Skolefritids-ordning) qui gère 60 enfants.

## Sports
Hormis la randonnée, la pêche est une activité pratiquée dans la commune, avec les deux lacs Storavatnet (grandes populations de truites) et Nyavatnet.

## Personnes, engins et bâtiments liés à Florvåg
Le MV Florvåg était le nom d'un bateau de transport (dénommé auparavant Gaabense), de type ferry, battant pavillon norvégien. Il sombra le 6 août 1941 dans les eaux du Bygfjorden, en face de Gravdal, alors qu'il effectuait le trajet Bergen-Florvåg.